# جام خیریه انگلستان ۲۰۰۳
 جام خیریه انگلستان ۲۰۰۳ ، ۸۱امین رقابت سالانه مابین قهرمانان لیگ برتر انگلستان و جام حذفی فوتبال انگلستان است.
این مسابقه در تاریخ ۱۰ آگوست ۲۰۰۳ مابین تیم‌های منچستر یونایتد و آرسنال در ورزشگاه ملنیوم کاردیف برگزار شده‌است. تیم منچستر یونایتد در این مسابقه توانست در ضربات پنالتی با نتیجه چهار بر سه به پیروزی برسد.

## جزئیات مسابقه
| آرسنال                                      | ۱ – ۱ | منچستر یونایتد                                      |
| ------------------------------------------- | ----- | --------------------------------------------------- |
| آنری ۲۰'                                    | گزارش | سيلوستره ۱۵'                                        |
| ضربات پنالتی                                |       |                                                     |
| ادو · ون برونکهورست · ویلتورد · لورن · پیرس | ۳ – ۴ | اسکولز · فردیناند · فان نیستلروی · سولسشیر · فورلان |